# Mateo Ružić
Mateo Ružić (ur. 16 sierpnia 1994) – chorwacki lekkoatleta specjalizujący się w długich biegach sprinterskich.
Półfinalista mistrzostw świata juniorów młodszych z 2011. Na początku 2012 zdobył srebro halowych mistrzostw Bałkanów. W tym samym roku dotarł do półfinału podczas mistrzostw świata juniorów w Barcelonie. W lutym 2013 został złotym medalistą halowych mistrzostw krajów bałkańskich. Tydzień później startował na halowych mistrzostwach Europy w Göteborgu, na których nie udało mu się awansować do finału. Złoty i srebrny medalista mistrzostw krajów bałkańskich z 2013. Medalista mistrzostw Chorwacji. Uczestnik mistrzostw Europy w Amsterdamie (2016), w których nie awansował do finału biegu na 400 metrów.
Rekordy życiowe w biegu na 400 metrów: stadion – 46,13 (20 czerwca 2017, Velenje); hala – 46,74 (10 lutego 2017, Linz). Ružić jest nieoficjalnym halowym rekordzistą Chorwacją w biegu na 500 metrów – 1:02,21 (25 lutego 2014, Praga).

## Osiągnięcia
| Rok  | Impreza                               | Miejsce         | Konkurencja             | Lokata     | Wynik   |
| ---- | ------------------------------------- | --------------- | ----------------------- | ---------- | ------- |
| 2011 | Mistrzostwa świata juniorów młodszych | Lille Metropole | bieg na 400 metrów      | półfinał   | 50,57   |
| 2012 | Halowe mistrzostwa krajów bałkańskich | Stambuł         | bieg na 400 metrów      | 2. miejsce | 47,77   |
| 2012 | Mistrzostwa świata juniorów           | Barcelona       | bieg na 400 metrów      | półfinał   | 47,46   |
| 2013 | Halowe mistrzostwa krajów bałkańskich | Stambuł         | bieg na 400 metrów      | 1. miejsce | 47,16   |
| 2013 | Halowe mistrzostwa Europy             | Göteborg        | bieg na 400 metrów      | półfinał   | 47,42   |
| 2013 | II liga drużynowych mistrzostw Europy | Kowno           | sztafeta 4 × 400 metrów | 6. miejsce | 3:14,08 |
| 2013 | Mistrzostwa Europy juniorów           | Rieti           | bieg na 400 metrów      | 4. miejsce | 46,84   |
| 2013 | Mistrzostwa krajów bałkańskich        | Stara Zagora    | bieg na 400 metrów      | 2. miejsce | 47,38   |
| 2013 | Mistrzostwa krajów bałkańskich        | Stara Zagora    | sztafeta 4 × 400 metrów | 1. miejsce | 3:08,66 |
| 2014 | Mistrzostwa Europy                    | Zurych          | bieg na 400 metrów      | eliminacje | 47,06   |
| 2014 | Mistrzostwa Europy                    | Zurych          | sztafeta 4 × 400 metrów | eliminacje | 3:12,73 |
| 2015 | II liga drużynowych mistrzostw Europy | Stara Zagora    | sztafeta 4 × 400 metrów | 3. miejsce | 3:11,19 |
| 2016 | Mistrzostwa Europy                    | Amsterdam       | bieg na 400 metrów      | półfinał   | 47,19   |
| 2017 | Halowe mistrzostwa Europy             | Belgrad         | bieg na 400 metrów      | eliminacje | 47,66   |
| 2018 | Mistrzostwa Europy                    | Berlin          | bieg na 400 metrów      | eliminacje | 47,32   |
| 2018 | Mistrzostwa Europy                    | Berlin          | sztafeta 4 × 400 metrów | eliminacje | 3:07,80 |